# Sehradice
Sehradice település Csehországban, a Zlíni járásban. Sehradice Dolní Lhota, Horní Lhota, Lipová, Slavičín és Slopné településekkel határos. Lakosainak száma 684 fő (2024. január 1.).

## Népesség
A település lakosságának változását az alábbi diagram mutatja:
| Lakosok száma | 527  | 548  | 573  | 737  | 720  | 705  | 706  | 686  | 637  | 684  |
|               | 1869 | 1900 | 1921 | 1961 | 1980 | 2011 | 2016 | 2019 | 2021 | 2024 |